# St. Katharina (Rheder)

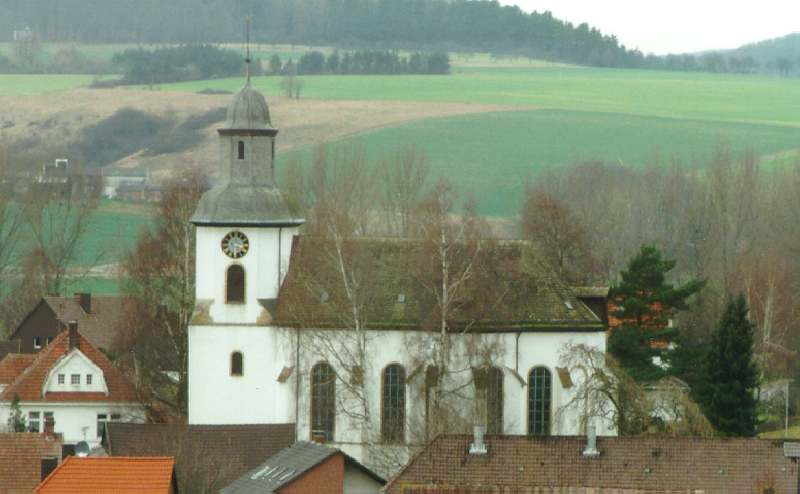
Kirche St. Katharina

Die katholische Pfarrkirche St. Katharina ist ein denkmalgeschütztes Kirchengebäude in Rheder, einem Ortsteil von Brakel im Kreis Höxter (Nordrhein-Westfalen). Die Gemeinde gehört zum Pastoralen Raum Brakeler Land im Erzbistum Paderborn.

## Geschichte

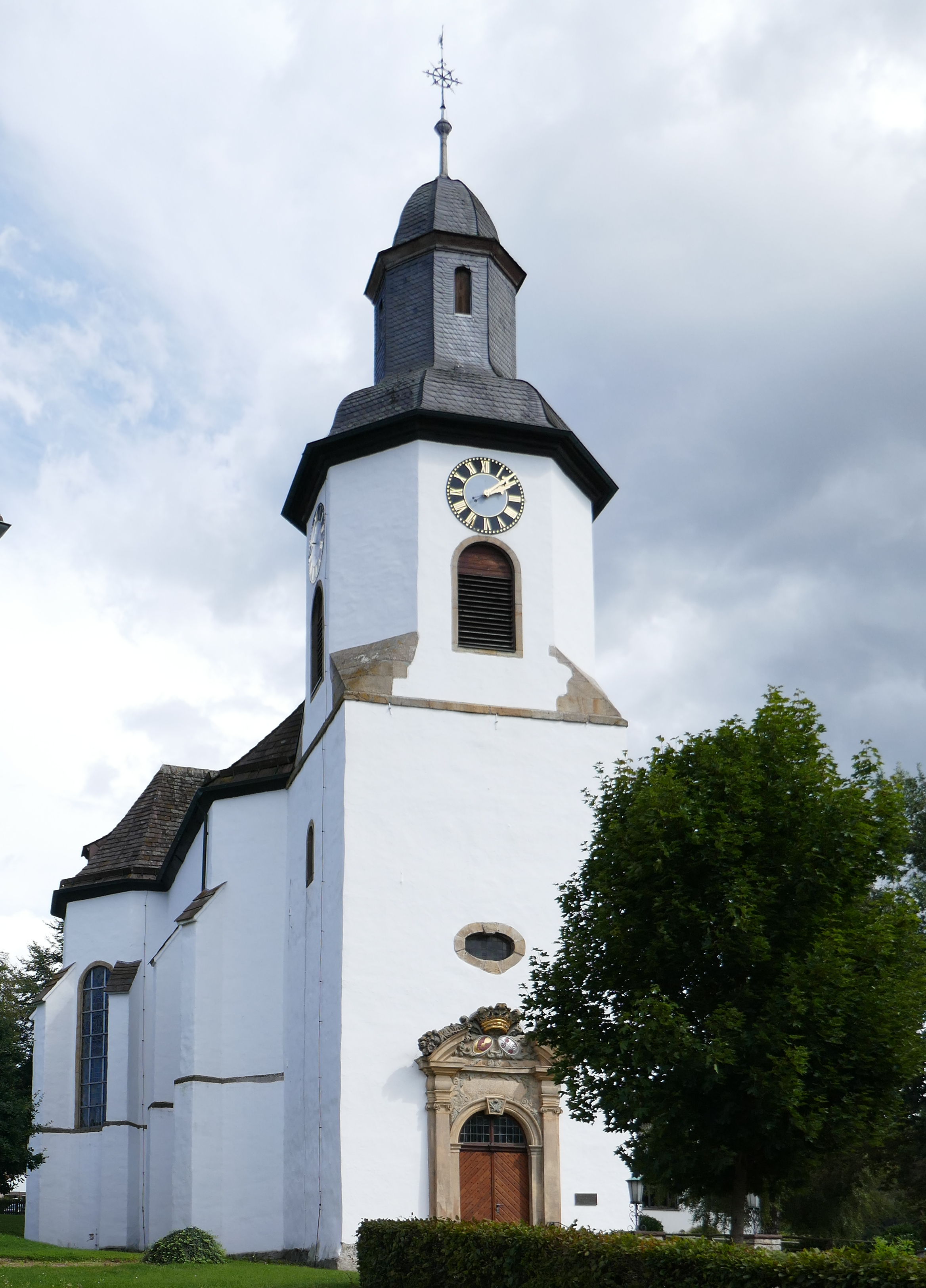
Turmansicht

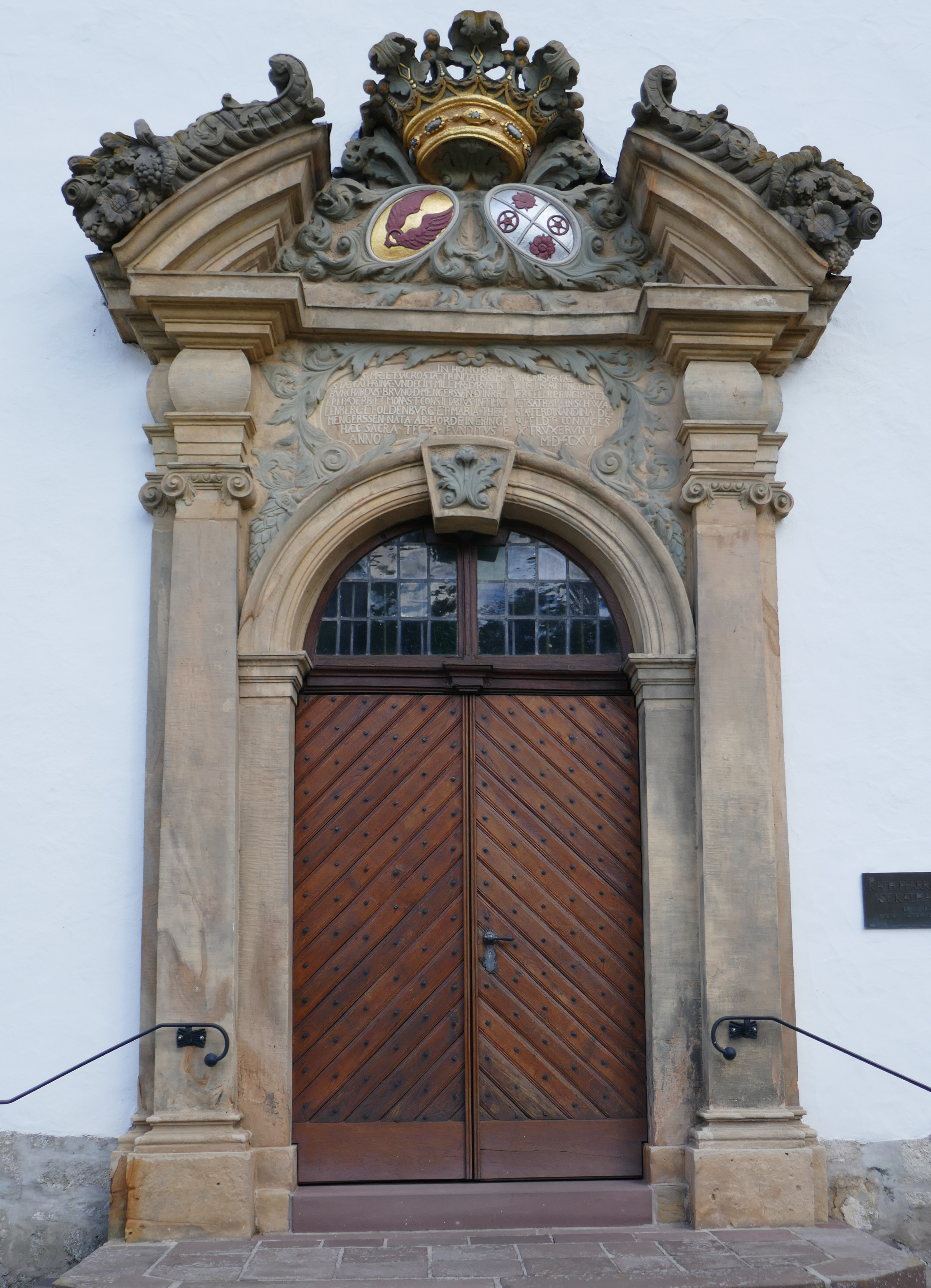
Westportal mit Stifterinschrift von 1716

Eine Pfarrkirche St. Katharina in Rheder ist erstmals 1434 im Besitz der seit etwa 1400 ansässigen Familie von Mengersen genannt. Auftraggeber des aktuellen Bauwerks war der erste Minister des Paderborner Fürstbischofs Franz Arnold von Wolff-Metternich zur Gracht, Freiherr Bruno Burchard von Mengersen (1670–1730), der 1716 zum Drosten von Schwalenberg bestallt worden war und damit in den ersten Rang der fürstbischöflichen Ritterschaft aufrückte. Der unmittelbare Anlass für den am 27. Februar des gleichen Jahres gefallenen Entschluss, zu Rheder eine auß dem fundament ganz Newe Kirche zu bauen, die zugleich als Familiengrablege dienen sollte, war die Weigerung der benachbarten Stadt Brakel gewesen, in ihrer Pfarrkirche St. Michael die Anlage eines Erbbegräbnisses zu gestatten. Als erste Baumaßnahme wird am 6. Mai 1716 der Einbau eines Portals in das Mauerwerk des bestehenden Turmes nach dem Entwurf des noch jungen Johann Conrad Schlaun belegt. Dass es sich hierbei um den Westturm der mittelalterlichen Kirche handelte, deren überlieferter ruinöser Zustand den Ausschlag für den Neubau gab, belegt auch die kleinteilige, vom übrigen Kirchenbau unterschiedene Mauerwerkstruktur des (heute verputzten) Turms.
Erst am 18. März des nachfolgenden Jahres kam es dann, nachdem zwischenzeitlich der Abbruch der mittelalterlichen Kirche erfolgt war, mit dem beauftragten Maurermeister Schwartze zu dem Vertragsabschluss über die Errichtung eines Kirchenneubaus mit zugehörigem Turm bzw. der Turmerhöhung. „Man kann als gesichert annehmen, dass Schlaun die Bauleitung übernahm und Kirchturm und Portal konzipierte; dies schließt nicht aus, dass der Kirchenbau selbst zunächst auf dem Konzept eines anderen Architekten beruhte.“ Als entwerfender Architekt des eigentlichen Kirchenbaus ist entsprechend der Münsteraner Landbaumeister Gottfried Laurenz Pictorius anzunehmen, dem zu dieser Zeit der Bau der Vorburg von Schloss Rheder übertragen worden war und bei dem Schlaun seit 1713 im Ausbildungsverhältnis stand.
Die Kirche erfuhr nach einem Brand 1888 eine Gesamtrestaurierung, bei der auch der Turmaufsatz erneuert wurde. 2012 fand eine umfassende Wiederherstellung und statische Sicherung des Kirchenbaus statt, wobei auch die 1954 übermalte neubarocke Fassung des Innenraumes wiederhergestellt wurde.

## Architektur

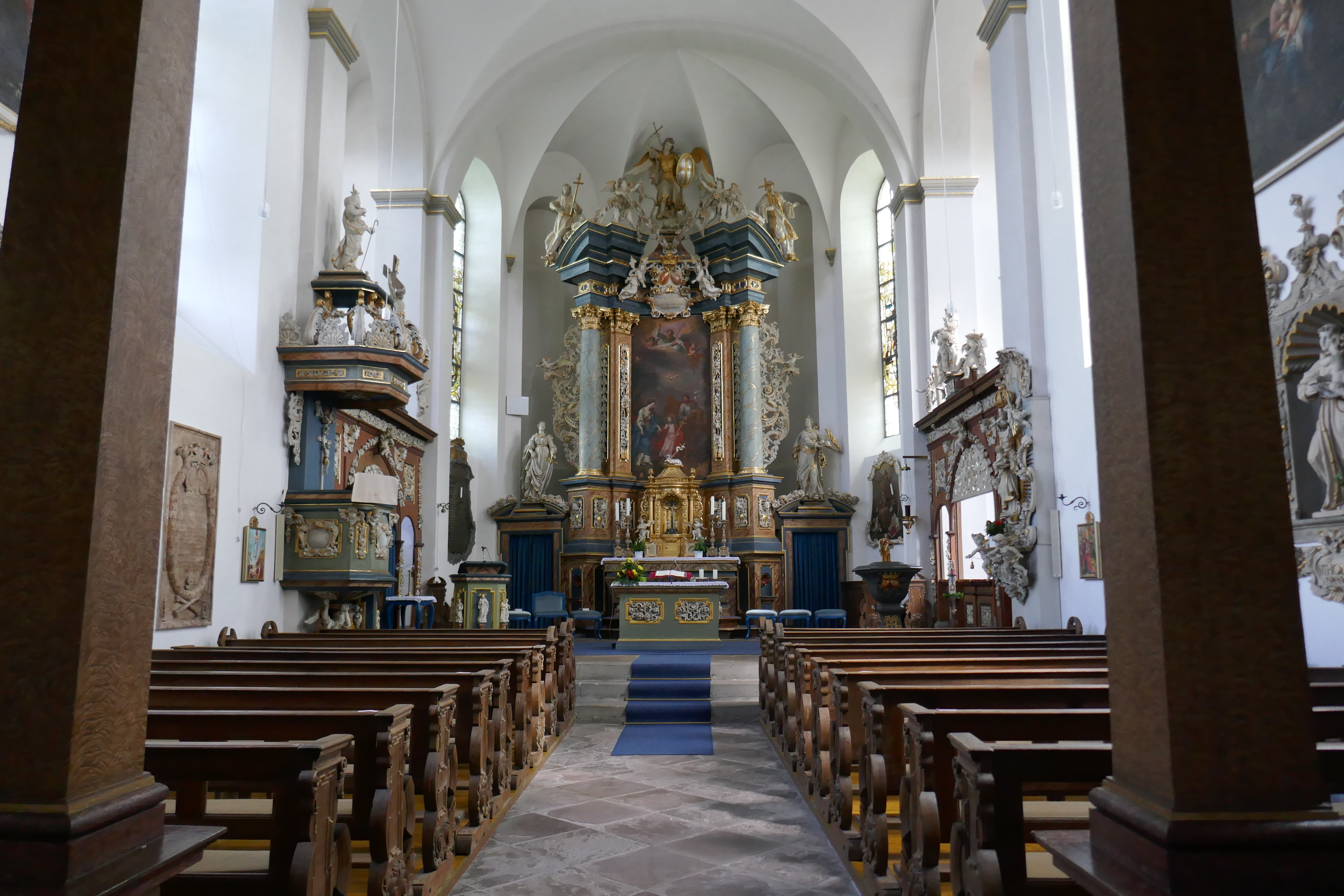
Innenansicht der Kirche

Die Rhederer Pfarrkirche ist eine im Stil der barocken Nachgotik errichtete Saalkirche mit vorgelagertem Westturm, Polygonalapsis und polygonal endenden Querhausarmen. Eine gleiche polygonale Abschrägung zeigt der Anschluss des Kirchenschiffs an den älteren Westturm, dessen barockes Portal 1716 datiert ist. Der Außenbau ist mit Strebepfeilern besetzt und mit Rundbogenfenstern über hochsitzendem Sohlbankgesims ausgestattet, der Turm geht ab Traufhöhe der Kirche in ein Oktogon über, das von einer geschieferten Haube mit Laternenaufsatz bekrönt wird. Durch die starke Faltung der Umfassungsmauern vor allem im Chorbereich ergibt sich eine aufgesteilte Baukörperformation, die das typologische Vorbild der Kirche, die gotische Marburger Elisabethkirche als Residenzkirche und Grablege des hessischen Landgrafenhauses, deutlich erkennen lässt.
Das über Rechteckvorlagen mit klassischen Kämpferprofilen kreuzgratgewölbte Innere der Kirche wird durch die barocke Erstausstattung mit Hochaltar, Kanzel und Orgel geprägt. Die beiden Querarme sind in ihrem unteren Bereich durch den Einbau des Beichtstuhls und der Patronatsloge abgetrennt und räumlich nur im oberen Bereich wirksam. Der erhöhte Vierungsbereich deckt die Gruft der Stifterfamilie, deren Wappen als Schlussstein das Vierungsgewölbe ziert.

## Ausstattung
Die Ausstattung stammt zum größten Teil aus der Bauzeit der Kirche.
- Der eindrucksvolle Hochaltar beherrscht das Bild des Innenraumes, er wurde vermutlich nach einem Entwurf von Conrad Schlaun gebaut. Das Säulenretabel  ist perspektivisch aufgebaut und mit 1718 bezeichnet. Nach innen gewandte Pilaster und korinthische Säulen sind auf das Altarbild ausgerichtet. Von den Säulen wird ein verkröpftes Gebälk und darüber ein Sprenggiebel getragen.[6] Der golden schimmernde, nach vorne gewölbte, drehbare Tabernakel steht vor der hohen Sockelzone. Das Expositorium wird von korinthischen Säulen eingerahmt. Die Muschelapsis ist mit Blumenbändern geschmückt in der Nische steht eine Kreuzigungsgruppe mit Johannes und Maria. Auf dem Dach des Tabernakels liegt ein goldenes Lamm mit einer Kreuzfahne. Aus zwei Urnen rechts und links davon schlagen Flammen heraus. Sechs Cherubim befinden sich auf dem Sockel des Retabels. Das Allianzwappen der Familie von Mengersen prangt vor dem Gebälk, es ist bekrönt und wird Engel in wehenden Gewändern begleitet. In der Kartusche darunter sind die Namen des Stifters und seiner Frau verzeichnet.[7]  Es wird von den bewegt dargestellten Figuren des Drachentöters Michael, des Franziskus und des Franz Xaver bekrönt. Auf den Durchgängen stehen Figuren der Heiligen Agatha und Katharina, sie wurden von Mathias Willmers angefertigt. Das Altarblatt von 1717 ist von Johann Martin Pictorius signiert, es zeigt den Heiligen Wandel.[8] Maria nimmt im unteren Teil den jungen Jesus an die Hand, er ist in einen roten Mantel gewandet und trägt mit dem linken Arm ein Kreuz, sein Ziehvater Joseph geht schräg hinter ihm. Die Taube des heiligen Geistes schwebt über der Familie, darüber ist auf einer düsteren Wolkenbank Gottvater zu sehen. Er hat seinen linken Arm auf eine blaue Weltkugel gelegt, der Himmel hinter ihm öffnet sich goldfarben.[9]
- Die Kuppa der Taufe ist ein Sandsteinpokal, der Deckel wird von einer weltlichen Figur bekrönt.
- Die Annenverehrung hatte in Rheder wohl eine besondere Bedeutung. Die Figur der Anna und der Maria steht in einer Nische unter einem Muschelbaldachin an der Nordwand des Langhauses. Der Baldachin ist mit Weintrauben- und Blumengirlanden geschmückt, auf dem Giebel sind tanzende Putten zu sehen. Anna unterweist ihre Tochter Maria, die kerzengerade vor ihr steht und ein Buch hält, das von Anna gestützt wird. Maria hat ihren Daumen wie ein Lesezeichen zwischen die Seiten des Buches gesteckt. Anna wendet ihr von einem Tuch verhülltes Gesicht der Tochter zu, ihr linkes Bein ist hochgestellt. Die Falten von Marias Gewand fallen ruhig, die der Anna sind knittrig.[10]
- Die Abschrankungen zu den Querhauskonchen sind mit Figuren besetzt und reich beschnitzt.
- Die Strahlenmadonna hängt an einem Pfeiler der Vierung, sie trägt das unbekleidete Jesuskind auf dem Arm. Jesus reicht seiner Mutter eine vergoldete Rose, dies soll eine Anspielung auf das Hohe Lied sein. Über dem Kopf der Maria schwebt eine Krone, zu ihren Füßen ist die Mondsichel zu sehen, um die sich eine Schlange windet. Die Muttergottes zertritt ihr den Kopf. Die gesamte Darstellung ist von Putten umgeben, die im oberen Teil ein Spruchband halten, ansonsten tragen sie Kordeln mit Bommeln.[11]
- In einer Muschelnische steht eine Figur, die den Antonius darstellt.[12]
- Das Epitaph aus Sandstein für Hermann von Mengersen, der 1585 starb, stammt aus der Vorgängerkirche.
- Das Ölgemälde mit der Vision des Johannes von Matha und des Felix von Valois wurde im dritten Drittel des 18. Jahrhunderts vermutlich von Anton Joseph Stratmann gemalt.
- Der Korb der Kanzel wird von einem Engel mit wehendem Gewand und ausgebreiteten Flügeln getragen, unterhalb der Brüstung blicken kleine Engelsköpfe mit Flügeln in den Kirchenraum. Der Heilige Geist wird unterhalb des Schalldeckels als Taube mit ausgebreiteten Flügeln dargestellt. Auf dem Deckel rankt sich Akanthusornament hoch, auf dem der gute Hirte, mit einem über die Schultern gelegten Schaf, steht.[13]
- Die Blankglasfenster zeigen in den farbigen Mittelteilen acht Seligpreisungen. Die Fenster im Chor mit den Darstellungen der Bergpredigt und des letzten Abendmahles wurden um 1913 angefertigt, die anderen Fenster mit Inschriften und Wappen der Familie von Mengersen wurden von 1976 bis 1977 restauriert.[14]

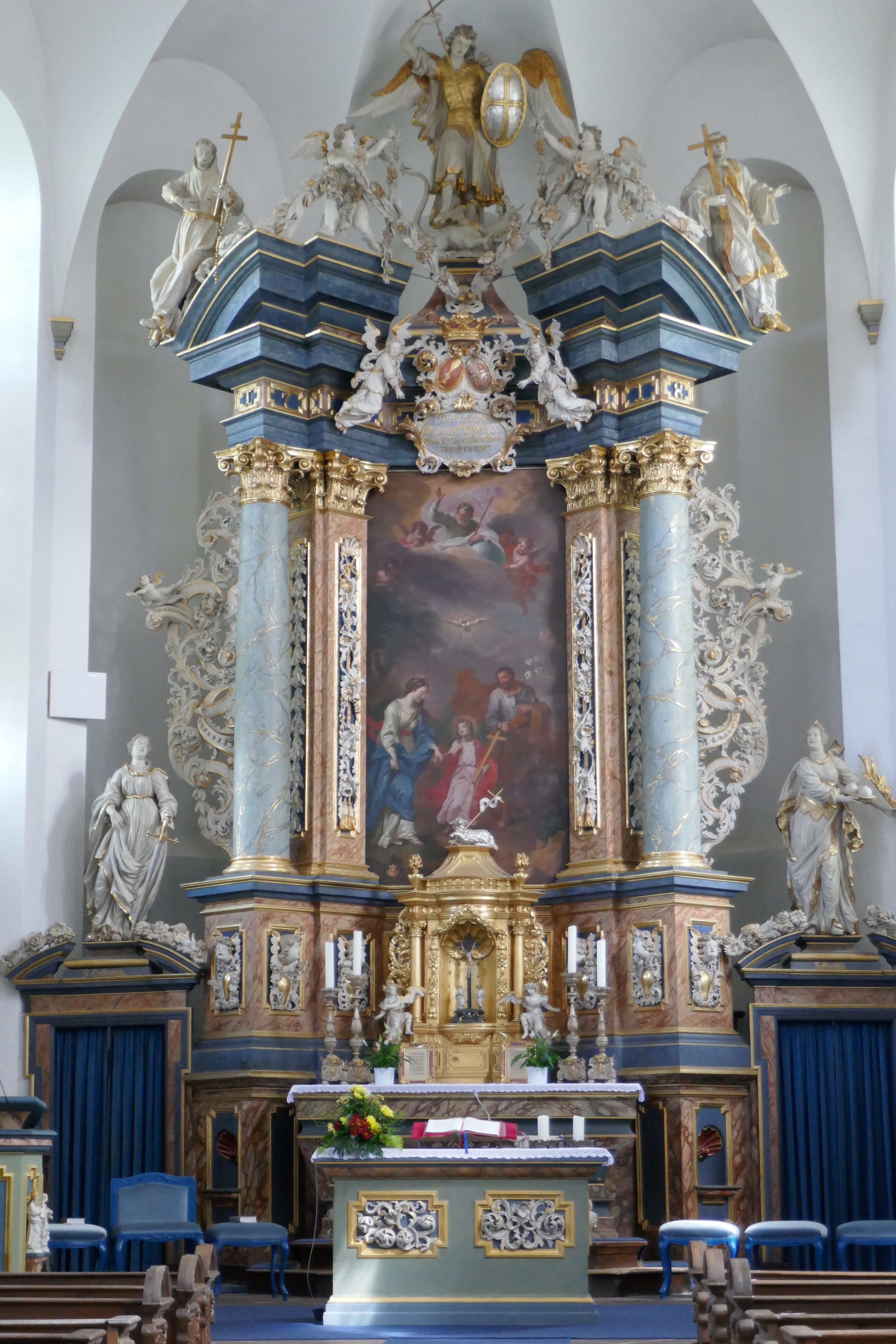
Hochaltar
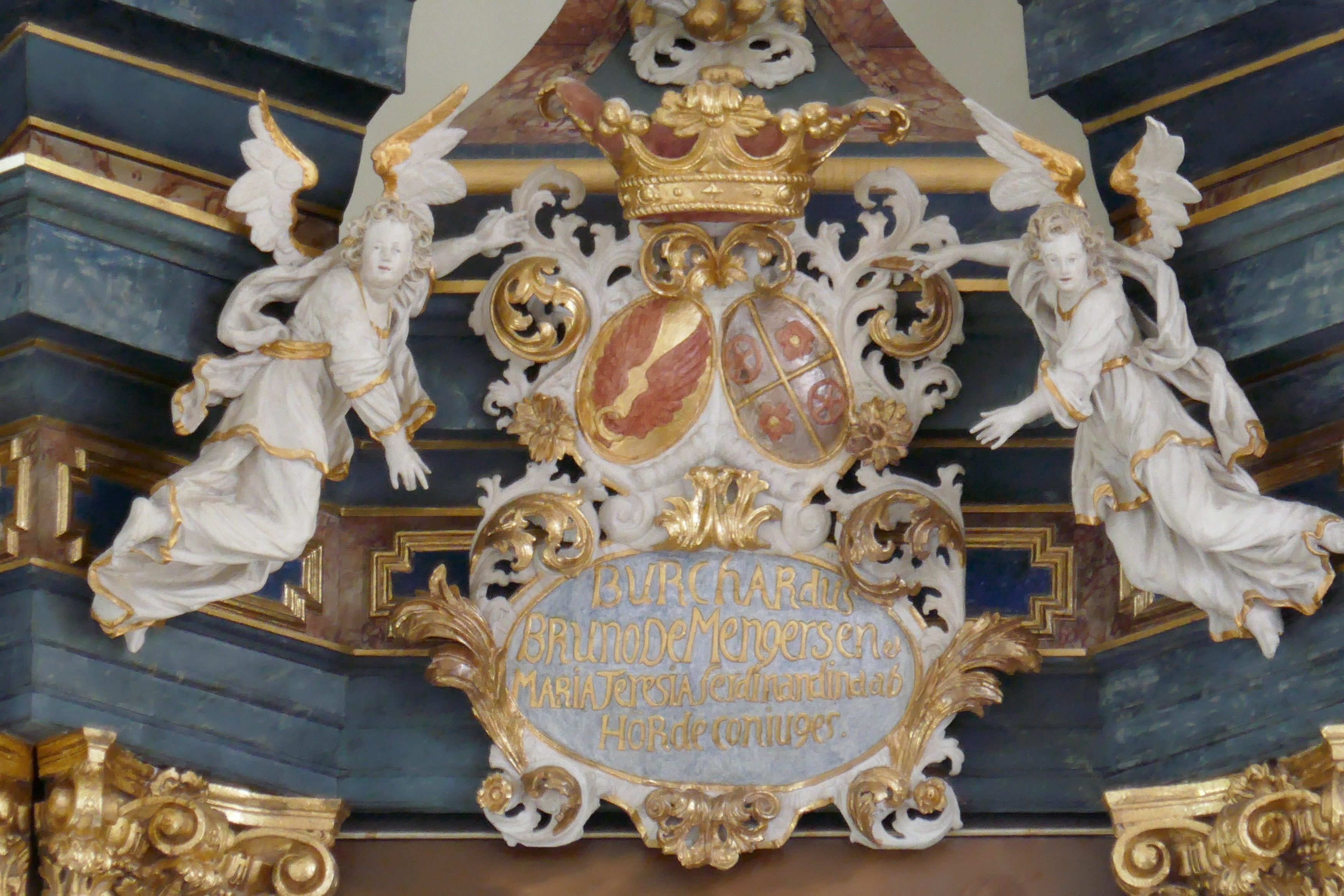
Inschrift und Wappen am Hochaltar
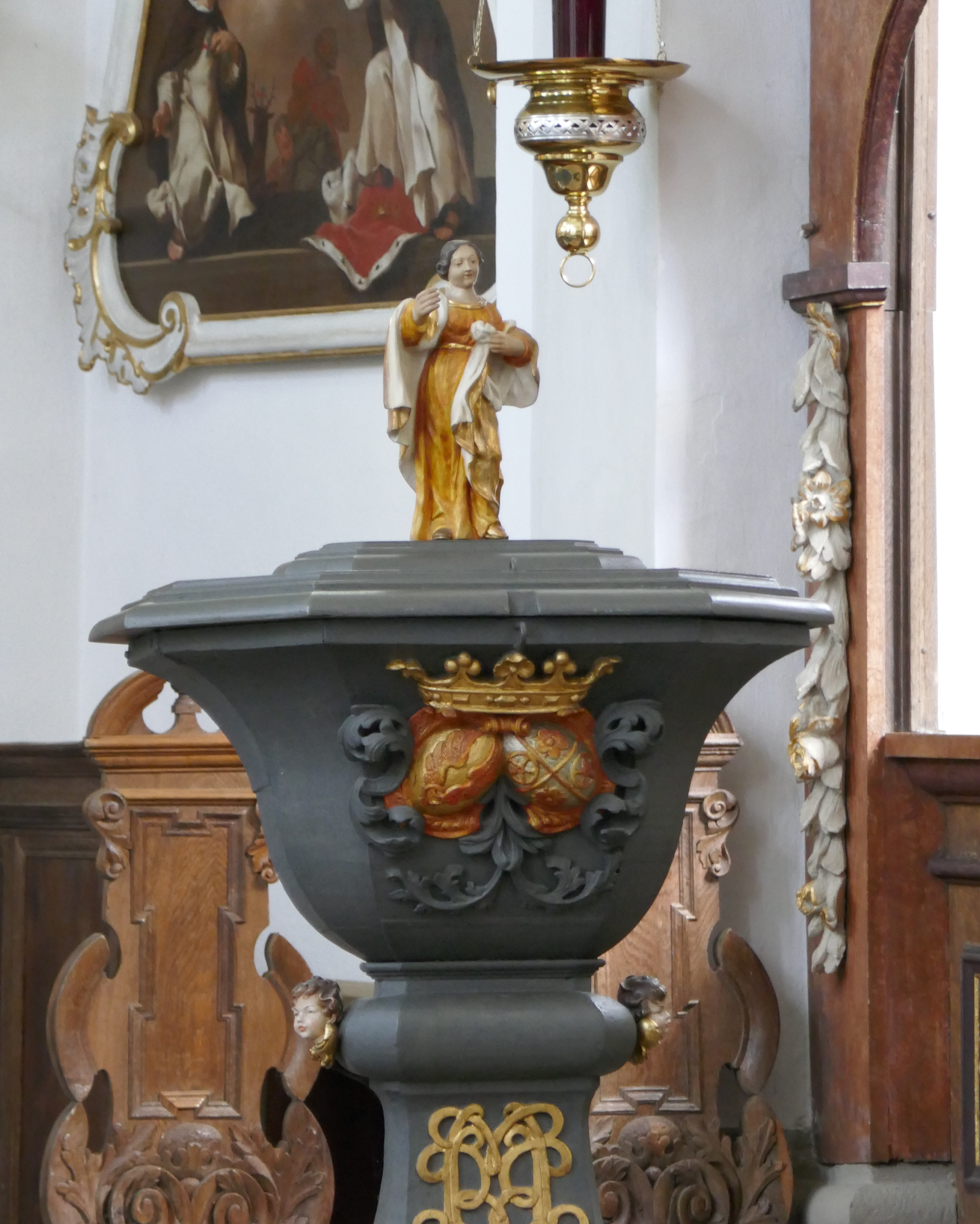
Taufbecken
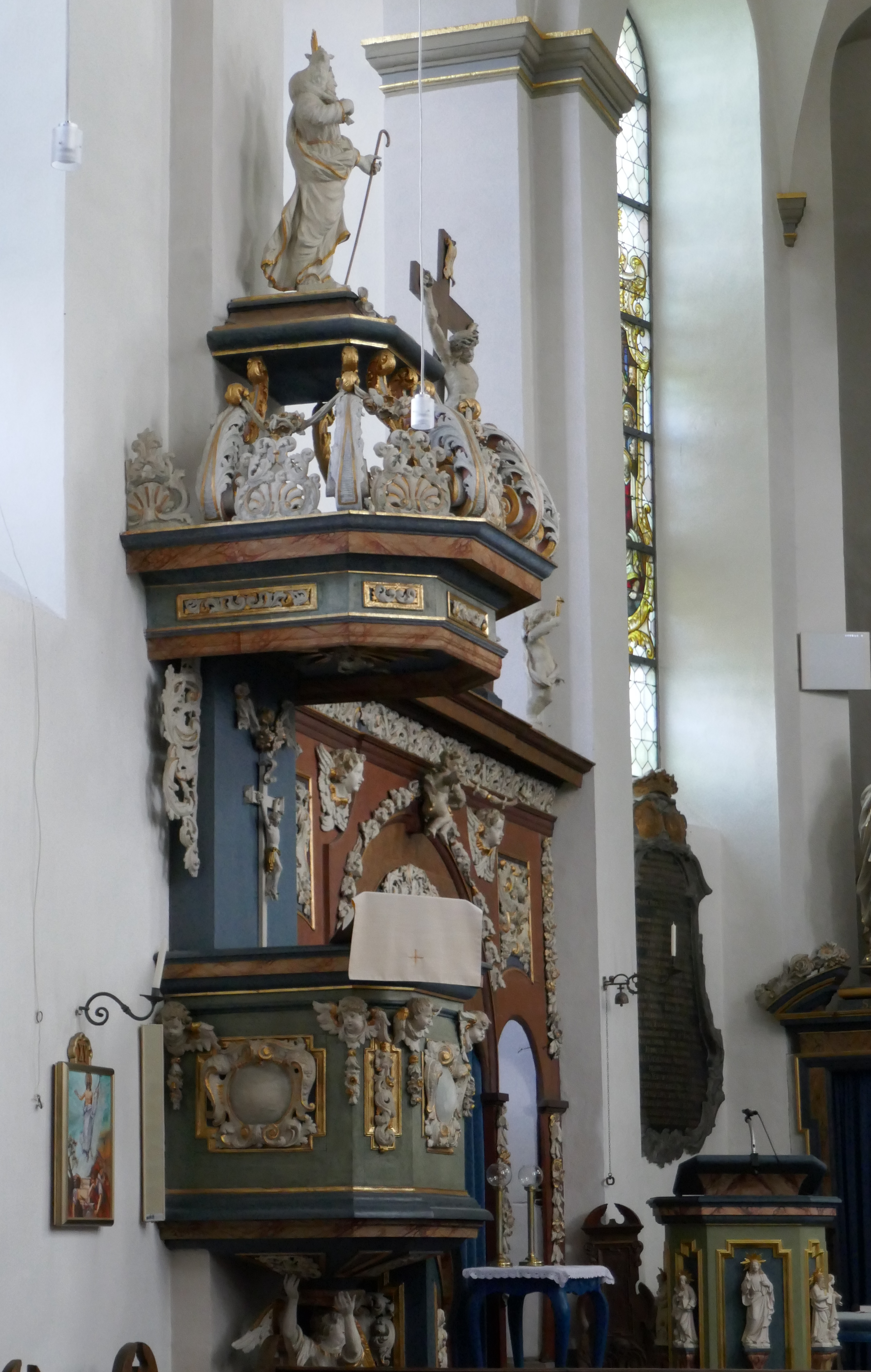
Kanzel

## Orgel
Eine in Blomberg erbaute und vom Tempelherrn Beiler gestiftete Orgel wurde 1692 auf der Empore der Herren von Mengersen in Rheder aufgestellt (Eodem anno donatum est organum a templario Beiler sumptibus 72 imperialum praeter sumptus, factum est in Blomberg et repositum in sedili superiori DDnorum de Mengersheim. Der Orgelbauer ist unbekannt, der Prospekt ist dreitürmig und mit einer Figur des König David und Posaunenengeln bekrönt. Nach mehreren Umbauten und Erweiterungen (1844 baute Georg Mehring aus Dringenberg das Instrument auf 8'-Basis um, Carl Krämer fügte 1880 eine neue Gambe hinzu und Carl Krämer ersetzte die Bälge) wurde das Instrument 2003 weitgehend in den Ursprungszustand zurückversetzt. Das historische Pfeifenmaterial ist weitgehend erhalten, ebenso wie das Orgelgehäuse und die Windladen. Das Instrument hat 9 Manualregister (Principal 8′, Salicional 8′, Gambe 8′, Gedackt 8′, Octav 4′, Gedackt 4′, Octav 2′, Quinte 11/3′ und Mixtur III) und ein Pedalregister (Subbass 16′).
Das Instrument wird im Rahmen der Orgelroute OWL eingesetzt, bei der Besucher Zeugnisse barocker Handwerkskunst hören können.